# Alkmaarse stadsbus

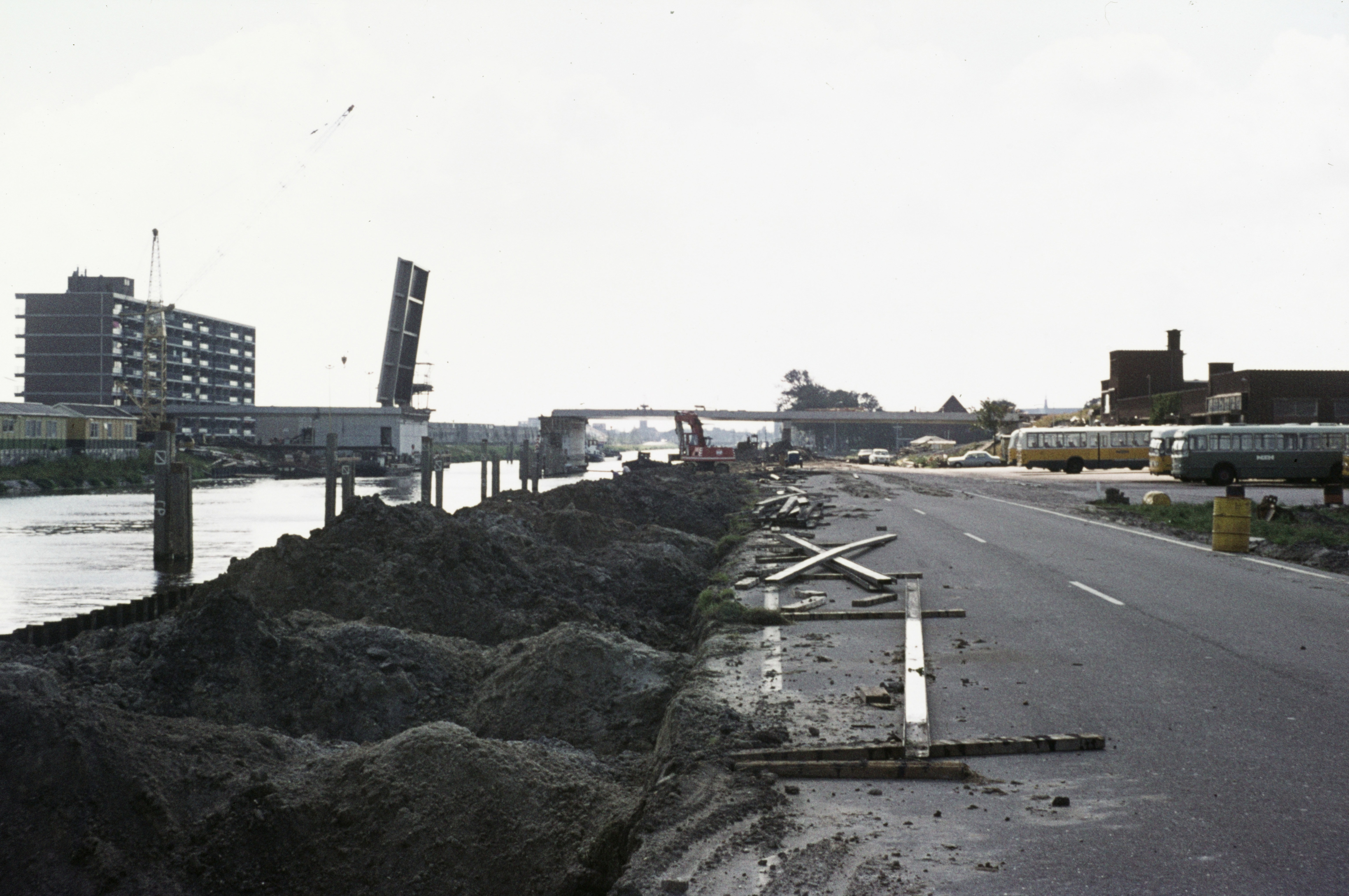
Stalling Alkmaar in 1974, op deze plaats bevindt de stalling zich nog steeds maar wel met een ander onderkomen

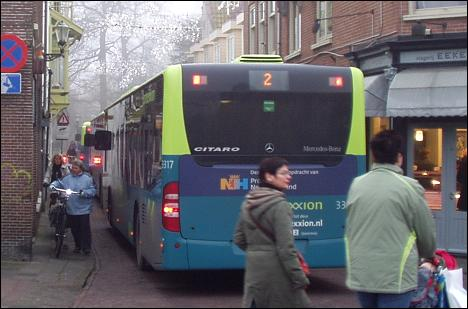
Een Maxx Alkmaar-bus van Connexxion

Het Alkmaarse stadsbusnet wordt geëxploiteerd door Connexxion, als onderdeel van de concessie Noord-Holland Noord. Het stadsbusnetwerk kent sinds 21 juli 2024 zeven stadslijnen. De belangrijkste knooppunten van het stadsnet zijn station Alkmaar en de halte Kanaalkade in het centrum van Alkmaar. Er worden op de stadslijnen bussen ingezet die zowel stads- als streeklijnen rijden.

## Geschiedenis
Van 1895-1929 bestond in Alkmaar een paardentramnet. Toen in juni 1929 een tweetal stadsbuslijnen werd geopend reed in dezelfde maand de tram voor het laatst. Het stadsbusnet kwam uiteindelijk in handen van de NACO met de met letters aangeduide lijnen AA, BB en CC. De maatschappij ging in 1972 op in de NZH. Met de groei van de stad breidde het stadsbusnet zicht uit. Omdat de NZH geen dubbele lijnnummers voor stadsdiensten wilden hebben, die ook  in andere steden werden geëploiteerd, kregen de stadslijnen lijnnummers in de reeks 20-29. In 1994 introduceerde het bedrijf een tweebussensysteem met expressebussen en servicebussen. 
In mei 1999 ging NZH op in Connexxion. Tussen 14 december 2008 en 22 juli 2018 werd de stadsdienst gereden met het concept Maxx en kwamen er weer lage lijnnummers. Na Almere, Zwolle en Leeuwarden was Alkmaar de vierde stad waar het Maxx-concept werd toegepast. Met ingang van 22 juli 2018 is het Maxx-concept losgelaten.

## Lijnennet
| Lijn       | Route                                    | Via                                   |
| ---------- | ---------------------------------------- | ------------------------------------- |
| Connexxion |                                          |                                       |
| 2          | Alkmaar Station - Vroonermeer            | Huiswaard, 't Rak, Daalmeer           |
| 4          | Alkmaar Station - Daalmeer Rietschoot    | Zeswielen, Station Noord, Vroonermeer |
| 5          | Alkmaar Station - Daalmeer               |                                       |
| 6          | Alkmaar Station - Daalmeer               |                                       |
| 8          | Alkmaar Station - Overdie                | NWZG, Oud-Overdie                     |
| 9          | Alkmaar Station - Overdie                | NWZG                                  |
| 10         | Alkmaar Station - Sint Pancras Kerkplein | Oudorp                                |